# Kłomnice (gmina)
Kłomnice est une gmina rurale du powiat de Częstochowa, Silésie, dans le sud de la Pologne. Son siège est le village de Kłomnice, qui se situe environ 22 km au nord-est de Częstochowa et 79 km au nord de la capitale régionale Katowice.
La gmina couvre une superficie de 147,85 km2 pour une population de 13 821 habitants.

## Géographie
La gmina inclut les villages d'Adamów, Bartkowice, Chmielarze, Chorzenice, Garnek, Huby, Karczewice, Kłomnice, Konary, Kuźnica, Lipicze, Michałów, Michałów Rudnicki, Nieznanice, Niwki, Pacierzów, Rzeki Małe, Rzeki Wielkie, Rzerzęczyce, Skrzydlów, Śliwaków, Witkowice, Zawada et Zdrowa.
La gmina borde les gminy de Dąbrowa Zielona, Gidle, Kruszyna, Mstów, Mykanów et Rędziny.